# Heinrich II. von Gevore
Heinrich II. von Gevore  (* um 1140) war einer der Edelherren von Gevore, die sich später Edelherren von Bilstein nannten. 

## Leben
Das Geschlecht lebte zur Zeit Heinrichs II. noch auf der Peperburg am Lenne-Übergang bei Förde (heute gelegen im Ort Grevenbrück). 
Sein Vater war Heinrich I. von Gevore, seine Mutter NN. von Rüdenberg, eine Seitenlinie der Grafen von Arnsberg/Werl. Er war mit Irmgard von Arnsberg verheiratet, Tochter des Grafen Heinrich I. von Arnsberg und seiner Ehefrau Emmengard von Freusberg.
In den Quellen wird ein Henricus der Vure erstmals 1171 genannt, als er die Stiftung von Kloster Bredelar durch den Kölner Erzbischof Philipp I. von Heinsberg bezeugte. Er war auch zugegen, als der Erzbischof 1173 die Gründung des Klosters Wedinghausen und später des Klosters Oelinghausen bestätigte. Im Jahr 1216/17 war er auf dem Hoftag des Erzbischofs Engelbert I. von Köln von Köln anwesend. Zum letzten Mal erscheint er urkundlich im Jahr 1220. Die Bedeutung der offiziellen Akte, denen er beiwohnte, und die Tatsache, dass er dabei in der Reihe der vornehmsten Zeugen erscheint, deuten seine bedeutende Stellung an.
Nachfolger war sein Sohn Dietrich I. von Gevore, der später die Burg Bilstein baute und sich auch danach nannte. Als ein weiterer Sohn wird Heinrich von Bilstein genannt.